# جرج برانسون هاوارد
جرج برانسون هاوارد (انگلیسی: George Bronson Howard؛ ‏ ۷ ژانویهٔ ۱۸۸۴ – ۲۰ نوامبر ۱۹۲۲) روزنامه‌نگار، فیلم‌نامه‌نویس، ترانه‌سرا، کارگردان فیلم، رمان‌نویس و نمایشنامه‌نویس اهل ایالات متحده آمریکا بود.
از فیلم‌هایی که وی در آن‌ها نقش داشته‌است، می‌توان به شلیک نکن اشاره نمود.